# Un violon sur le toit (film)
Cet article concerne le film musical. Pour la comédie musicale, voir Un violon sur le toit.
Pour plus de détails, voir Fiche technique et Distribution.
Un violon sur le toit (Fiddler on the Roof) est un film musical américain de Norman Jewison, sorti au cinéma en 1971. Il s'agit de l'adaptation de la comédie musicale homonyme créée à Broadway en 1964.
Elle conte, avec humour et émotion, la vie tour à tour joyeuse et tragique de la communauté juive ou shtetl d'un village ukrainien.

## Synopsis
Début du XXe siècle à Anatevka, petite bourgade d'Ukraine. La vie est réglée selon des traditions établies de longue date dans la communauté chrétienne orthodoxe comme dans la communauté juive, qui vivent en bonne intelligence mais sans se mélanger.
Le laitier du village, Tevye, homme foncièrement bon qui mène une vie modeste avec sa famille, désire marier ses deux filles aînées, Tzeitel et Hodel. Pour cela, il lui faut négocier avec sa femme et prendre quelques libertés avec la religion.
Car Tzeitel, promise au riche Lazar Wolf, préfère prendre pour époux Motel, un pauvre tailleur. Et Hodel a été demandée en mariage par Perchik, un étudiant de Kiev rallié à un groupe marxiste après que les premières rumeurs de pogroms se sont répandues dans la région.
Déjà ébranlée, la tolérance de Tevye est d'autant plus mise à l'épreuve que sa troisième fille, Chava, annonce son intention d'épouser un non-juif, le jeune Russe Fyedka.
Le laitier tente tant bien que mal de sortir de cette situation délicate, quand un décret du tsar ordonne aux juifs de quitter le village, condamnant sa famille à l'exil et à la dispersion.

## Fiche technique
- Titre original : Fiddler on the Roof
- Titre français : Un violon sur le toit
- Réalisation : Norman Jewison
- Scénario : Joseph Stein d'après sa pièce, elle-même adaptée du roman Tevye le laitier de Cholem Aleikhem
- Direction artistique : Michael Stringer
- Décors : Robert Boyle
- Costumes : Joan Bridge, Elizabeth Haffenden
- Image : Oswald Morris
- Son : David Hildyard, Gordon McCallum
- Montage : Anthony Gibbs, Robert Lawrence (image) ; Les Wiggins (son)
- Musique : Jerry Bock ; John Williams (musique additionnelle et direction musicale)
  - Orchestrations : John Williams, Alexander Courage
- Lyrics : Sheldon Harnick
- Chorégraphie : Tommy Abbott d'après Jerome Robbins
- Production : Norman Jewison ; Patrick Palmer  (associé)
- Sociétés de production : Cartier Productions, Mirisch Corporation
- Sociétés de distribution : United Artists
- Pays d'origine :  États-Unis
- Langue : anglais
- Budget : 9 000 000 USD env.
- Format : Couleurs (Technicolor) - 35 mm (Panavision) - 2,35:1 - Son mono / stéréo
  - Copies 70 mm au format 2,20:1 dans certains cinémas
- Durée : 172 minutes
- Dates de sortie :
  - États-Unis : 3 novembre 1971
  - France : 1er décembre 1971
- Affiche : Bill Gold (États-Unis)

## Distribution
Légende : voix parlée, voix chantée
- Chaim Topol, (VF : Dominique Tirmont, Idem) : Tevye
- Norma Crane (VF : Paule Emanuele) : Golde
- Leonard Frey (VF : Jean-Pierre Dorat, Henry Tallourd) : Motel Kamzoil
- Molly Picon (VF : Lita Recio) : Yente
- Paul Mann (VF : Serge Nadaud) : Lazar Wolf
- Rosalind Harris : Tzeitel
- Michèle Marsh (VF : Danielle Licari) : Hodel
- Neva Small (VF : Francine Lainé, Anne Germain) : Chava
- Paul Michael Glaser (VF : Pierre Pernet, Jean Cussac) : Perchik
- Ray Lovelock (VF : Yves-Marie Maurin) : Fyedka
- Elaine Edwards : Shprintze
- Candy Bonstein : Bielke
- Shimen Rushkin (VF : Albert Augier) : Mordcha
- Zvee Scooler (VF : Paul Villé) : Rabbi
- Louis Zorich (VF : René Arrieu) : Constable

et Alfie Scopp, Howard Goorney, Barry Dennen, Vernon Dobtcheff, Ruth Madoc, Patience Collier, Tutte Lemkow, Stella Courtney, Jacob Kalich, Brian Coburn, George Little, Stanley Fleet, Arnold Diamond, Marika Rivera, Marc Malicz, Aharon Ipalé, Roger Lloyd-Pack, Vladimir Medar

## Chansons du film
- Prologue: Tradition
- Matchmaker
- Sabbath Prayer
- To Life (À la vie)
- Tevye's Monologue
- Miracle of Miracles
- Tevye's Dream (Le Rêve de Tevye)
- Sunrise, Sunset
- Now I Have Everything
- Tevye's Rebuttal
- Do You Love Me? (Est-ce que tu m'aimes )
- The Rumor
- Far From the Home I Love
- Chaveleh (Little Bird)
- Anatevka
- The Leave Taking

La chanson la plus célèbre de cette comédie musicale est If I Were a Rich Man (Ah, si j'étais riche !), reprise et adaptée de nombreuses fois.

## Distinctions

### Récompenses
- Oscars 1972 : Oscar de la meilleure partition de chansons et adaptation musicale, Oscar de la meilleure photographie et Oscar du meilleur mixage de son
- Golden Globes 1972 : Golden Globe du meilleur film musical ou comédie et Golden Globe du meilleur acteur dans un film musical ou une comédie pour Chaim Topol

## Production

### Tournage
Le tournage a eu lieu du 10 août 1970 au 12 février 1971 en extérieurs à Lekenik, Mala Gorica et Zagreb en Yougoslavie (actuelle Croatie), et aux studios de Pinewood en Angleterre pour les intérieurs.